# Donna Williams
Donna Leanne Williams (Melbourne, 12 de outubro de 1963 – 22 de abril de 2017) foi uma escritora e artista australiana, notória por ter sido uma das primeiras ativistas do movimento de direitos dos autistas.
Diagnosticada com autismo em 1991, Williams escreveu seu primeiro livro em 1992 e desenvolveu uma carreira literária ao longo das décadas de 1990 e 2000, gravou discos e desenvolveu pesquisas acadêmicas sobre o autismo.